# Wiefelstede
Wiefelstede är en kommun i Ammerland i den nordvästtyska delstaten Niedersachsen. Wiefelstede har cirka 16 000 invånare.

## Geografi
Wiefelstede kommun ligger på det nordtyska låglandet, nära nordsjökusten. Wiefelstede gränsar till kommunerna Bad Zwischenahn, Rastede och Westerstede i distriktet Ammerland och till distrikten Friesland och Wesermarsch samt till staden Oldenburg.

## Historia
Wiefelstede ligger i det gamla historiska landskapet Ammerland. I Wiefelstede finns bland annat Ammerlands äldsta kyrka, Sankt Johannes kyrka från 1057.

## Orter i Wiefelstede kommun
- Bokel
- Borbeck
- Conneforde
- Dringenburg
- Gristede
- Heidkamp
- Herrenhausen
- Hollen
- Hullenhausen
- Lehe
- Mansholt
- Metjendorf
- Mollberg
- Neuenkruge
- Nuttel
- Ofenerfeld
- Spohle
- Wehnerfeld
- Wemkendorf
- Westerholtsfelde
- Wiefelstede.